# IC 1537
IC 1537 — галактика типа GxyP (часть галактики) в созвездии Скульптора.
Этот объект входит в число перечисленных в оригинальной редакции индекс-каталога.